# Arema F.C.
Arek Malang Football Club indonezijski je nogometni klub iz Malanga, Istočna Java. Trenutačno se natječe u Ligi 1. Svoje domaće utakmice igra na Stadionu Kanjuruhan čiji kapacitet iznosi 42.449.
Dana 1. listopada 2022. Arema je igrala ligašku utakmicu s klubom Persebaya Surabaya na Stadionu Kanjuruhan te izgubila 2:3. Nakon utakmice izbili su neredi zboj kojih je poginula 131 osoba. To je bila treća najveća nogometna katastrofa u povijesti.